# Legna Verdecia
Legna Verdecia (n. 29 octombrie 1972, Manzanillo, Cuba) este o sportivă ce a reprezentat Cuba, medaliată olimpică. A participat la 3 ediții ale Jocurilor Olimpice (1992, 1996, 2000) în care a câștigat o medalie de aur.